# コルカタ級駆逐艦
| コルカタ級駆逐艦       | コルカタ級駆逐艦                       | コルカタ級駆逐艦               |
| ---------------------- | -------------------------------------- | ------------------------------ |
| 1番艦「コルカタ」(D63) |                                        |                                |
| 艦級概観               |                                        |                                |
| 艦種                   | 駆逐艦 (ミサイル駆逐艦)                | 駆逐艦 (ミサイル駆逐艦)        |
| 建造期間               | 2003年 - 2016年                        | 2003年 - 2016年                |
| 就役期間               | 2014年- 現在                           | 2014年- 現在                   |
| 前級                   | 15型 (デリー級)                        | 15型 (デリー級)                |
| 次級                   | 15B型 (ヴィシャーカパトナム級)         | 15B型 (ヴィシャーカパトナム級) |
| 性能諸元               |                                        |                                |
| 排水量                 | 満載：7,292トン                        | 満載：7,292トン                |
| 全長                   | 164 m                                  | 164 m                          |
| 全幅                   | 17.7 m                                 | 17.7 m                         |
| 吃水                   | 5.4 m                                  | 5.4 m                          |
| 機関                   | COGAG方式                              | COGAG方式                      |
| 機関                   | DT-59ガスタービンエンジン (16,000 shp) | 4基                            |
| 機関                   | スクリュープロペラ                     | 2軸                            |
| 速力                   | 最大32ノット                           | 最大32ノット                   |
| 航続距離               | 8,000海里（18ノット時）                | 8,000海里（18ノット時）        |
| 乗員                   | 250名                                  | 250名                          |
| 兵装                   | 76mm単装速射砲                         | 1基                            |
| 兵装                   | AK-630 30mmCIWS                        | 4基                            |
| 兵装                   | バラク8 SAM用VLS                       | 32セル                         |
| 兵装                   | ブラモスSSM用VLS                       | 16セル                         |
| 兵装                   | RBU-6000対潜ロケット砲                 | 2基                            |
| 兵装                   | 533mm連装魚雷発射管                    | 2基                            |
| 搭載機                 | シーキングヘリコプター                 | 2機                            |
| レーダー               | EL/M-2248 MF-STAR 多機能               | EL/M-2248 MF-STAR 多機能       |
| レーダー               | EL/M-2238 STAR 対空対水上捜索用        |                                |
| レーダー               | RAWL-02 長距離対空捜索用               |                                |
| ソナー                 | HUMSA-NG                               | HUMSA-NG                       |
| ソナー                 | Nagin アクティブ曳航式                 |                                |

コルカタ級駆逐艦（英語: Kolkata-class destroyer）は、インド海軍の駆逐艦（ミサイル駆逐艦）の艦級。インド海軍での計画番号は15A型。

## 設計
本級の設計はインド海軍設計局によって行われ、15型駆逐艦（デリー級）をもとに、西側の装備を導入するとともにステルス性を強化して発展させたものとなっている。15型の船体設計は、ソビエト連邦から輸入して運用していた61ME型（ラージプート級）の影響が指摘されており、これは本級でも踏襲されていると見られている。一方、上記の経緯より、本級では主船体や上部構造物外壁には全体に傾斜が付されており、レーダー反射断面積（RCS）の低減に配慮されている。これらには、タルワー級フリゲートで得られた知見も反映されている。
主機関は15型（デリー級）の構成が踏襲されて、ウクライナ製のDT-59ガスタービンエンジン4基によるCOGAG方式となっており、減速機なども含めたシステムとしてM36Eと称される。

## 装備
主センサーとしては、当初は15型（デリー級）と同系列のフレガート-M2EMが検討されていたが、最終的には、新開発のEL/M-2248 MF-STARが採用された。これは4面固定式のアクティブ・フェーズドアレイ（AESA）アンテナを用いており、艦橋構造物後方の塔状構造物に集中配置されている。目標探知から艦対空ミサイルおよび艦砲による攻撃に至るまでを一括して担当する多機能レーダーである。またこれを補完して、長距離捜索用にはRAWL-02が、また低空警戒用としてEL/M-2238 STARも搭載されている。
艦対空ミサイルも、当初は15型（デリー級）と同系列の9M317MEシュチーリ-1が検討されていたが、レーダーと歩調をあわせて、インドとイスラエルが共同開発を進めているバラク8が採用されることになった。VLSは、艦橋構造物直前の甲板室と後部煙突直後に16セルずつが搭載されている。また艦対地・艦対艦ミサイルも垂直発射化されており、ロシアと共同開発した超音速のブラモス巡航ミサイルを、艦橋構造物直前の甲板室に16セル搭載している。このように、ミサイル発射機をすべて垂直発射化することで、ステルス性強化に益している。

## 同型艦
1998年8月に3隻が発注され、ネームシップは2003年に起工された。初度装備品が多く、またウクライナ製主機関の不具合も重なったものの、2014年より就役を開始している。2011年には、本級を更に発展させた15B型（ヴィシャーカパトナム級駆逐艦）の建造が認可され、以後の建造はそちらに移行している。
| #    | 艦名                   | 起工            | 進水           | 就役            |
| ---- | ---------------------- | --------------- | -------------- | --------------- |
| D 63 | コルカタ INS Kolkata   | 2003年 12月27日 | 2006年 3月30日 | 2014年 8月16日  |
| D 64 | コチ INS Kochi         | 2005年 10月25日 | 2009年 9月18日 | 2015年 9月30日  |
| D 65 | チェンナイ INS Chennai | 2006年 2月21日  | 2010年 4月1日  | 2016年 11月21日 |